# Parto silencioso
Nascimento silencioso, às vezes chamado de parto silencioso, é um procedimento de parto aconselhado por L. Ron Hubbard e defendido por cientologistas, no qual "todos os presentes no parto devem se abster de palavras faladas tanto quanto possível" e onde "... médicos e enfermeiras tagarelas, gritos de 'EMPURRE, EMPURRE' e comentários altos ou risonhos para 'encorajar' são evitados". De acordo com a doutrina da Cientologia, isso ocorre porque "quaisquer palavras faladas são registradas na Mente reativa e podem ter um efeito aberrante sobre a mãe e a criança". Hubbard afirmou que não manter o silêncio verbal durante o parto poderia afetar negativamente a criança mais tarde na vida. Membros da Igreja acreditam que ruídos, sons e palavras enquanto a criança nasce podem possivelmente causar trauma, o que, por sua vez, causa a produção de engramos, tornando necessário o nascimento silencioso. Cientologistas acreditam que também é uma forma de auxiliar o recém-nascido em seu desenvolvimento espiritual.
O conceito de nascimento silencioso é uma prática obrigatória na doutrina da Cientologia. Baseia-se no princípio de que gestantes devem receber o máximo cuidado e respeito e nas palavras de Hubbard: "Todos devem aprender a não dizer nada ao alcance da mãe expectante durante o trabalho de parto e o parto. Particularmente durante o nascimento, deve-se manter silêncio absoluto e quanto mais suave o parto, melhor." O nascimento silencioso pretende tornar a transição da separação física da mãe menos dolorosa para a criança. A Igreja não se posiciona contra o uso de medicação durante o parto ou a prática da cesariana. Não houve tentativas de provar, médica ou cientificamente, que há algum benefício no nascimento silencioso, e a Igreja não afirma que o nascimento silencioso seja uma abordagem comprovada medicamente; caracteriza-o, em vez disso, como uma prática realizada por razões religiosas e filosóficas.

## Opinião científica
O suposto benefício do nascimento silencioso foi questionado por vários médicos e outros profissionais de saúde. Patricia Devine, médica especialista em medicina materno-fetal que era diretora da Unidade de Trabalho de parto e parto no Centro Médico da Universidade Columbia em 2006, disse: "Não há absolutamente nenhuma evidência científica de que retirar [o barulho] no momento do parto terá algum efeito no resultado para o bebê ou para a mãe."
Quando perguntado se havia alguma evidência médica que indicasse que o nascimento silencioso fosse benéfico, Damian Alagia, médico e professor clínico associado no departamento de obstetrícia e ginecologia do Centro Médico da Universidade George Washington, respondeu: "Pode estar na literatura da Cientologia, mas não está na literatura científica. Pelo que entendo, L. Ron Hubbard nunca passou tempo em uma escola de medicina, estudando pediatria ou estudando desenvolvimento neonatal. Pensar que um bebê nascido em silêncio vai se sair melhor do que um bebê nascido, digamos, ouvindo Hank Williams é simplesmente tolice."

## Contestação do exame de sangue obrigatório
Em 2004, os cientologistas Ray e Louise Spiering recorreram ao tribunal federal para argumentar que o exame de sangue obrigatório para recém-nascidos em Nebraska violaria seu direito de praticar o "Método do Nascimento Silencioso" de sua religião. Segundo o processo, "todo esforço deve ser feito para evitar submeter o bebê a sons altos, conversas, estresse ou dor durante os primeiros sete dias de vida... Como um bebê passa por tanta dor durante o processo de nascimento, os cientologistas acreditam que um recém-nascido não deve ser submetido a mais nenhuma dor ou experiências sensoriais significativas." Embora uma ordem judicial temporária tenha permitido que eles adiassem o exame, eles perderam a ação em 2022.

## Katie Holmes
O "nascimento silencioso" tornou-se objeto de interesse da mídia quando se soube que o ator cientologista Tom Cruise e sua esposa Katie Holmes, que se converteu à Cientologia a partir do Catolicismo Romano, esperavam um filho. Relatos de que o casal seguiria a prática do nascimento silencioso foram negados, até que fotos foram tiradas de grandes cartazes sendo entregues à mansão do casal com instruções para o nascimento silencioso, como "Fique em silêncio e faça todos os movimentos físicos lentos e compreensíveis".

## Semana após o nascimento
Na época do nascimento do filho de Cruise e Holmes, foi noticiado na mídia que falar com o bebê durante a primeira semana de vida era proibido pela doutrina da Cientologia. Um porta-voz da Igreja qualificou isso como "uma fabricação total". A Igreja da Cientologia Internacional escreveu: "L. Ron Hubbard nunca escreveu que os pais não deveriam falar com seu filho por sete dias após o nascimento." O mesmo site também disse que "[a] ideia do nascimento silencioso é baseada na pesquisa de L. Ron Hubbard sobre a mente e o espírito. Ele descobriu que palavras faladas durante momentos de dor e inconsciência podem ter efeitos adversos em um indivíduo mais tarde na vida." O site também afirmou que "[a]s mães naturalmente querem dar ao seu bebê o melhor começo de vida possível e, assim, mantêm o parto o mais silencioso possível."